# جورج سيلفستر موريس
جورج سيلفستر موريس (بالإنجليزية: George Sylvester Morris)‏ هو لغوي ومترجم وفيلسوف أمريكي، ولد في 15 نوفمبر 1840 في نورويتش في الولايات المتحدة، وتوفي في 23 مارس 1889.